# ارادو ار 65
طائرة ارادو ار 65 هي طائرة مقاتلة أحادية السطح بمقعدين والتي تضم الطائرة ارادو ار 64. كلاهما يشبهان بعضهما البعض. والفرق الرئيسي الوحيد هو استخدام محرك 12 أسطوانة مقابل 64 محرك شعاعي. كما تم زيادة باع الجناح.

## النماذج
ع 65 أ
النموذج الأولي، بمحرك 559 كيلوواط (750 حصان) BMW VI 7.3 محرك ذو 12 أسطوانة تبريد بالماء. أول رحلة في عام 1931.
Ar 65b
النموذج الأولي، على غرار 65a ولكن مع تغييرات هيكلية طفيفة.
Ar 65c
النموذج الأولي، على غرار 65b ولكن مع تغييرات هيكلية طفيفة.
Ar 65d
نموذج الإنتاج.
Ar 65E

Ar 65F
نموذج الإنتاج النهائي. على غرار 65E.

## العاملين
- وصلة=|حدود  بلغاريا

سلاح الجو البلغاري
- وصلة=|حدود  ألمانيا

لوفتفافه